# Obscurité
« Obscure » redirige ici.  Pour le jeu vidéo, voir ObsCure.

L'obscurité.

L’obscurité est l'absence de lumière. D'autres noms pour l'obscurité sont le noir et les ténèbres.

## Religions

### Bible
« Dieu sépara la lumière d’avec les ténèbres.
Dieu appela la lumière jour, et il appela les ténèbres nuit. »

— Genèse 1:4 1:5

### Zoroastrisme
Zoroastre décrit la bataille entre la Lumière et les Ténèbres, le Bien et le Mal.

## Culture
Hugo écrit,

« Obscurité épaisse ; l'obscurité de la forêt ; s'habituer à l'obscurité. L'obscurité est vertigineuse. Il faut à l'homme de la clarté. Quiconque s'enfonce dans le contraire du jour se sent le cœur serré. »

— Hugo, Misér.
Historiquement, l'obscurité fut longtemps considérée comme une substance propre[réf. souhaitée]. On retrouve cette idée de nos jours dans la littérature fantastique.
La peur pathologique de l'obscurité est la nyctophobie ou noctiphobie (du grec ancien νύξ / núx, « nuit », et φόβος / phóbos, « phobie »), scotophobie (de σκότος / skótos, « obscurité »), lygophobie (de λύγη / lúgê, « crépuscule ») ou bien achluophobie.
Ce mot est parfois substitué pour obscurantisme pour parler de ténèbres.

## Science

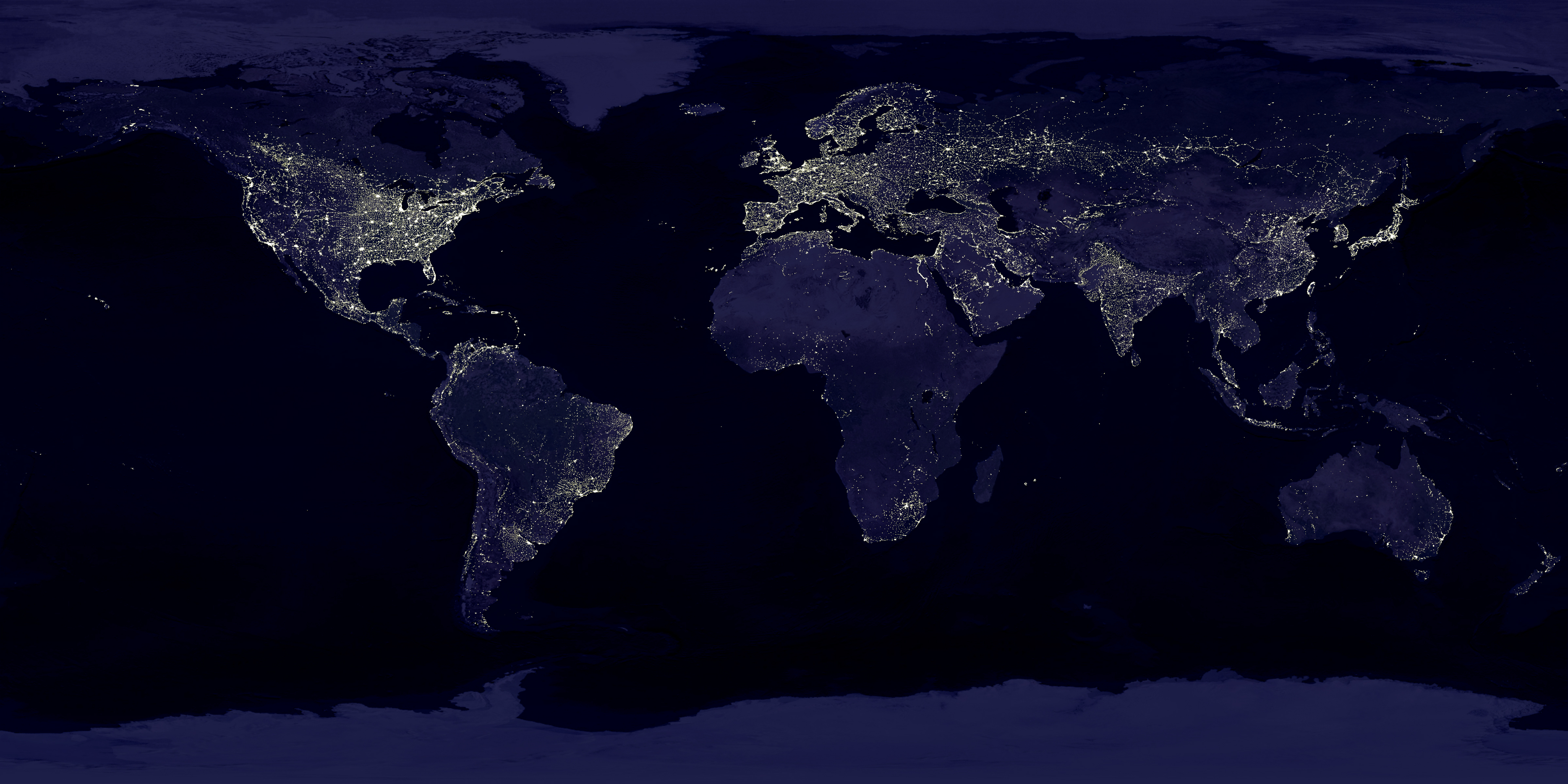
La Terre dans l'obscurité (1994-1995).

Un objet sombre réfléchit moins de photons visibles et apparaîtra donc moins lumineux. Par exemple, la peinture noire ne réfléchit pas la lumière visible et apparaît plus sombre que la peinture blanche qui réfléchit toute la lumière visible. Un objet sombre absorbe la lumière visible et la réfléchit sous forme de rayonnement invisible pour l'œil humain (infrarouge par exemple).[réf. souhaitée]
Lorsqu'un vertébré, comme un humain, est plongé dans l'obscurité, son iris se dilate pour permettre à plus de lumière d'entrer, améliorant ainsi la vision de nuit.
La définition scientifique de la lumière inclut l'ensemble du spectre électromagnétique et pas seulement la lumière visible, il est donc impossible de créer l'obscurité parfaite car tout objet émet de la chaleur sous forme de rayon infrarouge ou gamma, les très haute fréquences de la lumière peuvent traverser les objets dense.[réf. souhaitée]